# Milan Kvocera
Milan Kvocera (Považská Bystrica, 1º gennaio 1998) è un calciatore slovacco, centrocampista svincolato.

## Carriera

### Club
Ha giocato nella prima divisione dei campionati slovacco e polacco.